# کورت استنبرگ
کورت استنبرگ (فنلاندی: Kurt Stenberg; ۱۹ ژوئیهٔ ۱۸۸۸ – ۲۶ مارس ۱۹۳۶) ژیمناست اهل فنلاند بود.
وی در مسابقات کشوری و بین‌المللی در مجموع برندهٔ ۱ مدال برنز شده‌است.